# Adam Grywałd
Adam Grywałd – debiutancka powieść psychologiczna Tadeusza Brezy, opublikowana w 1936 roku przez Ferdynanda Hoesicka.

## Treść
Utwór opisuje środowisko warszawskiego bogatego międzywojennego mieszczaństwa. Osią akcji jest zawiązywanie się romansu homoerotycznego pomiędzy tytułowym bohaterem a Edmundem Mosse. Romans ten stanowi dla bohatera rodzaj kompensacji za nieodwzajemnioną miłość do Izy, siostry Edmunda. Akcja powieści i psychika tytułowego bohatera przedstawiane są z perspektywy pierwszoosobowego narratora, rekonstruującego wydarzenia z plotek, zwierzeń i przypuszczeń. Konstrukcja narracyjna sprawia, że utwór Brezy jest powieścią autotematyczną, poruszającą problem ograniczeń i konwencji klasycznej powieści psychologicznej.
Debiut Brezy (miał wówczas 31 lat) nastąpił stosunkowo późno w stosunku do innych członków pokolenia 1910 roku (np. Adolf Rudnicki, Witold Gombrowicz, Zbigniew Uniłowski, Czesław Miłosz, Konstanty Ildefons Gałczyński, czy Stanisław Piętak). Dzieło silnie nasycone inwersją uczuciową, filozoficznymi dysputami, czy eksperymentami formalnymi było charakterystyczne dla tendencji ówczesnej polskiej prozy.

## Krytyka i analiza
Przyjęcie powieści przez krytykę było bardzo zróżnicowane: od entuzjazmu do bezpardonowego wytykania błędów. Widziano w dziele satyrę antymieszczańską, powieść o miłości albo obraz zagubionego pokolenia. Wskazywano na wzorowanie się na Marcelu Prouście. Ludwik Fryde dostrzegł podobieństwo do pisarstwa Zofii Nałkowskiej. Ostatecznie uzyskano względną zgodność co do tego, że debiutancki utwór reprezentuje nurt psychologizmu. Ignacy Fik umieścił go formalnie obok Michała Choromańskiego, Jarosława Iwaszkiewicza, Brunona Schulza, Anieli Gruszeckiej i Jerzego Andrzejewskiego. Sam pisarz nazywał Grywałda powieścią psychologiczną, przechodzącą od obserwacji "egzotyki środowiskowej" i psychicznej do pytań o istotę ludzką i prawdę jej uczuć.
Środowisko opisywane w powieści wzbudziło zdziwienie wśród części krytyków, jako stosunkowo anachroniczne, należące do minionej epoki, jakkolwiek posiadające niewątpliwą egzotyczność. Utwór rozpoczynał u Brezy okres zainteresowania schyłkowością sfery zdeklasowanych ziemian, migrujących społecznie w kierunku inteligencji oraz mieszczaństwa, co kończyło się dla tej klasy częstokroć izolacją, wejściem w kokon towarzyskich konwenansów, a także moralną i psychiczną degeneracją. Bardzo rzadko próby wyjścia z tych kolein kończyły się względnym sukcesem – częściej były nieudane lub katastrofalne. Traktują o tym kolejne dzieła autora: Zawiść, Mury Jerycha i Uczta Baltazara.
Wszyscy przedstawiciele starszego pokolenia ukazani w powieści mają piętno jakiejś choroby, paraliżu duchowego, lęku lub obsesji. Izolują się więc w swoich domach, bojąc podjęcia kontaktu ze światem zewnętrznym. Stanowi to tło dla poczynań młodszej generacji (Zosia, Irena, Żenio Hozjuszowie, czy też Iza i Edmund Mossowie, Joasia Kurmanowska, Adam Grywałd, Teofil Hińczka i narrator – przewodnik salonowy). Osoby te próbują przebić mur ograniczeń, wydostać się z osamotnienia własnych sfer, ale jednocześnie nie są przygotowani do wzięcia odpowiedzialności za ukształtowanie swych losów. Co rusz okazują się bezradnymi więźniami własnego środowiska. W tym zatomizowanym świecie głównym źródłem wiedzy o rzeczywistości jest plotka (celują w tym Hozjusze). Autor eksponuje różne cechy plotki, w tym jej walor poznawczy, jako notatki z sytuacji międzyludzkich. Również homoerotyzm Grywałda wyrasta z warunków środowiskowych, od których tytułowa postać nie potrafi się oderwać i zdystansować.
Helena Zaworska stwierdziła, że debiutancki utwór Brezy jest dokumentem bezradności nie tylko wobec świata, ale przede wszystkim wobec tajemnic i niespodzianek psychiki, z różnych powodów niezdolnej do osiągnięcia dojrzałości.